# L'Éléphant de Célèbes
L'Éléphant de Célèbes (en allemand : Der Elefant von Celebes) ou simplement Célèbes est un tableau de l'artiste allemand Max Ernst, créé en 1921.

## Description
L'Éléphant de Célèbes est une peinture à l'huile sur toile, mesurant 125,4 cm de haut sur 107,9 cm de large. L'une des premières peintures surréalistes dans la tradition de De Chirico, elle combine l'atmosphère irréelle du Surréalisme avec les aspects collage du mouvement Dada.
La forme centrale, ronde, dérive d'une photographie d'un silo à sorgo à trois pieds, d'une culture d'Afrique de l'Ouest, les Konkomba. C'était une photographie de Robert Schomburgk publiée dans un récit de voyage. Ernst réutilisait fréquemment des images trouvées et ajoutait ou enlevait des éléments pour créer une réalité nouvelle. Le silo est ici transformé en monstre mécanique. Le tableau juxtapose sans explication divers objets, comme une statue féminine sans tête et une créature éléphantesque, suggérant des images oniriques ou la technique freudienne de libre association. Le titre du tableau vient d'une comptine allemande débutant par « Der Elefant von Celebes hat hinten etwas Gelbes ».

## Historique
Ernst peint le tableau à Cologne en 1921. Le poète français Paul Éluard visite Ernst cette année-là et achète la peinture, qu'il rapporte au pays. Elle reste dans sa collection jusqu'en 1938 et est alors achetée par l'artiste anglais Roland Penrose.
L'œuvre est acquise en 1975 par la Tate Gallery de Londres.